# Ara Pacis

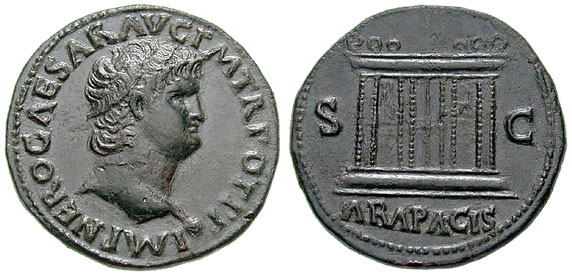
Ara Pacis op een Nero-as.

De Ara Pacis (Latijn, "Altaar van de Vrede") of Ara Pacis Augustae ("Altaar van de Augusteïsche Vrede") is een altaar in Rome dat is gewijd aan de vrede. De personificatie van de vrede wordt afgebeeld als de Romeinse godin Pax. Het is ingewijd op 30 januari in 9 v.Chr.

## Ontstaansgeschiedenis
Van 16 tot 13 v.Chr. verbleef Augustus in Spanje en Gallië voor een lange vredesmissie. Bij zijn terugkeer gaf de
Senaat en het volk van Rome opdracht tot het bouwen van de Ara Pacis Augustae, oftewel het Vredesaltaar van Augustus, en vierde hiermee de veilige terugkeer van de princeps naar Rome. De aanleiding voor de bouw is derhalve de thuiskomst van Augustus uit Gallië en Spanje, maar de wortels gaan veel dieper.
Na de burgeroorlogen onder Marius en Sulla (tussen 90 en 76 v.Chr.), tussen Caesar en Pompeius (49 en 48 v.Chr.), tussen Marcus Antonius en Octavianus (31 v.Chr.) en ten slotte de oorlogen in Gallië en Spanje was het eindelijk weer vrede in het Romeinse rijk. Het is duidelijk dat het Romeinse volk wat te vieren had, na een zo lange periode van strijd tussen verschillende personen en facties.
De keizer besloot dat het altaar zou worden ingewijd op de geboortedag van zijn vrouw Livia op 30 januari 9 v.Chr.

## Voorstelling
De Ara Pacis is bijzonder gedetailleerd uitgevoerd en gebeeldhouwd uit het beste witte carraramarmer. De afbeeldingen moesten niet alleen vrede en voorspoed uitdrukken, maar uiteraard ook de piëteit (vroomheid) van de machthebbers tonen. Hierdoor zijn er afbeeldingen van de Augustus en zijn familie die vee offeren aan de goden en andere voorstellingen met betrekking tot de vroomheid van de keizer.
De Ara Pacis was oorspronkelijk geplaatst op de Campus Martius. Het was een muur van 11,65 bij 10,62 meter op een verhoging met een deur. Binnen bevond zich het altaar, bescheiden versierd met afbeeldingen van bloemen en dieren.
De buitenkant echter is bijzonder gedetailleerd versierd met taferelen. De rechterzijde bestaat uit de twaalf lictoren, Augustus, de familie van Augustus, vrienden en vier priesters. Augustus staat duidelijk als grootste persoon afgebeeld. Verder zijn er personen met toga's, hetgeen betekent dat zij priester zijn, anderen dragen kronen en lauwerkransen, ten teken van de overwinning. Er worden vele mannen, vrouwen en kinderen afgebeeld die eer betonen aan de goden.
Andere scènes uit de oudheid zijn het feest van Pan, Lupercalia en Aeneas. In tegenstelling tot de Griekse kunst zijn de afbeeldingen niet stijf, maar realistisch en levendig. De tekst op het altaar is ter ere van de vergoddelijkte keizer, de Res Gestae divi Augusti, want Augustus werd na zijn dood vergoddelijkt (17 september 14).

## Betekenis
Het altaar wordt gezien als meesterwerk van Romeinse beeldhouwkunst en architectuur. De reliëfs zijn buitengewoon precies gehouwen. De deelnemers aan de processie zijn geen geïdealiseerde figuren zoals vaak bij Griekse beeldhouwkunst het geval is, maar herkenbare portretten van individuele mensen.
De betekenis van de Ara Pacis als propaganda mag niet onderschat worden. De locatie die Augustus kiest is op het oog onbeduidend: een stuk grond toebehorend aan de Julii, buiten de stadsmuren op het Marsveld. Maar deze locatie ligt aan een belangrijke weg, de Via Flaminia, die duizenden dagelijks nemen. De Via Flaminia werd door iedere Romein geassocieerd met het glorieuze verleden. Gelijktijdig laat hij een voor het publiek toegankelijk park en een mausoleum aanleggen zodat hem in het geheel geen arrogantie verweten kan worden.
Het thema van het monument is, zoals de naam al aangeeft, "Vrede". Door een serie subtiele en minder subtiele hints maakt Augustus duidelijk aan wie deze vrede te danken is, door welk huis (de Julii) en wat de redenen zijn om dat huis te eren om zijn grootsheid. Een buitensporige brutaliteit, maar zo subtiel verpakt dat de erop afgebeelde voorstellingen voor legio opvattingen vatbaar zijn. Augustus dekt zich in tegen beschuldigingen van arrogantie en ambitie. Hij had immers gezien hoe deze eigenschappen vooraanstaande figuren ten val kunnen brengen, met als beste (en schrijnendste) voorbeeld zijn adoptiefvader Julius Caesar.

### De voornaamste voorstellingen en hun betekenis

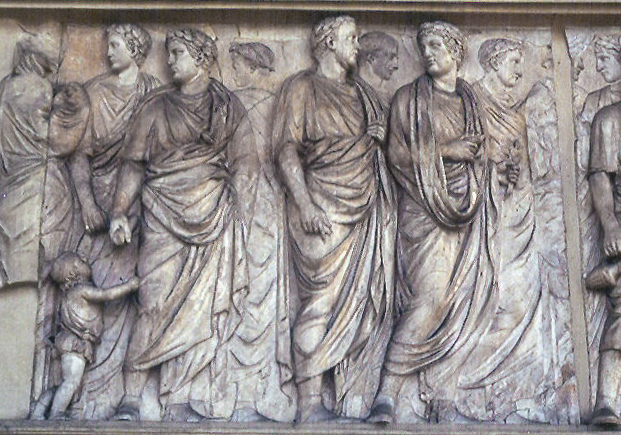
De processie op de noordzijde

Aan de noordzijde is een processie van hoogwaardigheidsbekleders en het volk van Rome te zien. De betekenis is tweeledig:
1. het geeft de doelgroep van het monument weer, alsmede de opdrachtgevers
2. Augustus doet voorkomen alsof de Senaat en het volk van Rome hem danken voor de door hem geschapen Pax Romana en daarom de opdracht hebben gegeven tot de bouw van het vredesaltaar.

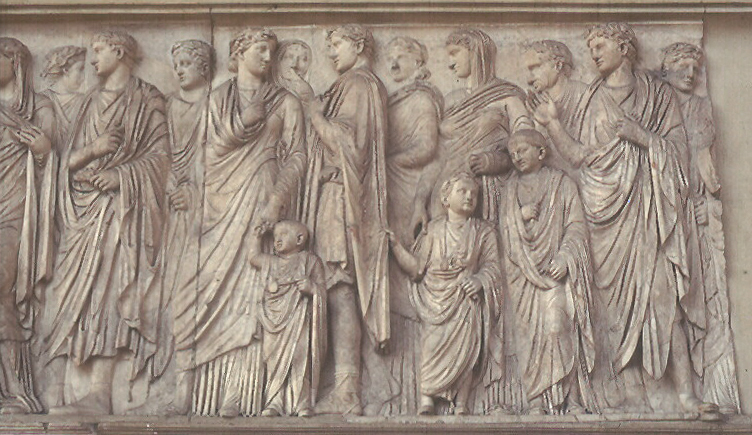
Augustus met zijn familie op de zuidzijde

Aan de zuidzijde is eveneens een processie zichtbaar, ditmaal staat Augustus zelf afgebeeld samen met verscheidene leden van de Julii familie, alsmede een aantal hoogwaardigheidsbekleders, waaronder Marcus Agrippa. Augustus is hier te zien in zijn functie als pontifex maximus (hogepriester) en wordt vergezeld door lictoren en priesters.
De betekenis is hier duidelijk: Augustus is degene die de eer verdient voor de Pax Romana, maar opnieuw worden mogelijke beschuldigingen van ambitie en eerzucht voortijdig voorkomen door het religieuze karakter van de afbeelding. Augustus is slechts een "vir pius", een godvruchtig man, die de goden dank zegt voor de (door hemzelf) gecreëerde vrede. Augustus ziet zichzelf overigens graag afgebeeld als "vir pius", omdat hij zich laat identificeren met Aeneas, de stamvader van de Romeinen (en van de Julii, door Aeneas’ zoon Ascanius, of Iulus) volgens een in die tijd populair wordende mythe. 

Vipsania Agrippina zou volgens een recente studie ook zijn afgebeeld op deze zijde. Zij zou de vrouw zijn die het kind (mogelijk Drusus minor) aan de hand neemt.

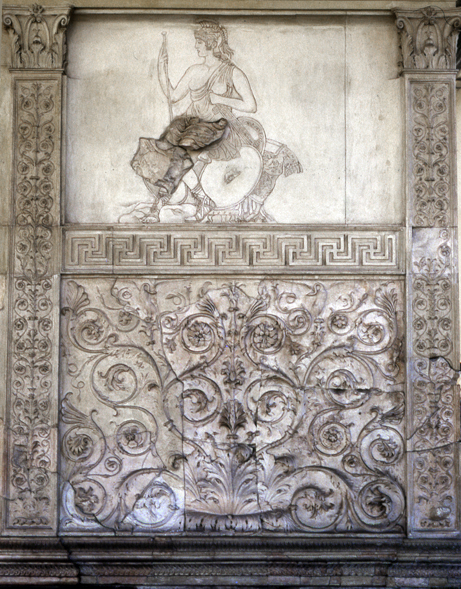
De godin Roma op de oostzijde

Aan de linkerzijde van de oostkant is de godin Roma afgebeeld, zittend op een stapel wapentuig. De betekenis hiervan is dat Rome vrede heeft gebracht en nu de wapens bewaakt, gereed om ze te gebruiken mocht dat nodig zijn. Rechts staat een godin waarover veel discussie is geweest. De godin kan Tellus, Venus, Roma of Italia voorstellen;
- Venus: als moeder van Aeneas, stichter van het Romeinse volk en stamvader van de Julii
- Roma om bovenstaande redenen, maar is niet waarschijnlijk, daar ze ook links al staat afgebeeld.
- Italia en Tellus zijn min of meer dezelfde godin van de aarde, hoewel Tellus een algemenere functie heeft en Italia meer op het Romeinse perspectief is gericht.

Tellus is degene die waarschijnlijk afgebeeld staat. Aan haar voeten zitten een os en een schaap en ze wordt omgeven door twee nimfen die de lucht en het water symboliseren. De eerste zit op een zwaan en de ander op een zeemonster. Op haar schoot zitten twee spelende kinderen, duidend op vrede ter land (na de oorlogen tegen de moordenaars van Caesar, die tegen Marcus Antonius alsmede tegen de niet Romeinse volkeren) en de vrede ter zee na de gewonnen slagen tegen Sextus Pompeius, zoon van Pompeius Magnus, die met zijn piratenvloot de graanaanvoer bedreigde, de levensader van Rome.

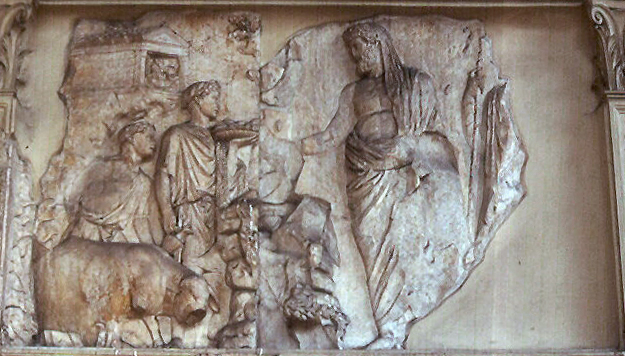
Aeneas en Ascanius/Iulus op de westzijde

Op de westkant staan links de stichters van Rome, Romulus en Remus, en hun vader Mars (de Romeinen hebben zichzelf altijd graag als de zonen van Mars gezien). Dit is een eerbetoon aan de stichters van Rome en de krijgsgeschiedenis van het Rijk. Diepere achtergrond zou kunnen zijn dat Augustus zichzelf als een nieuwe Romulus zag, die orde in de chaos kwam brengen en Rome en het Rijk uitbreidde en verbeterde. Maar dat is speculatie, die wat te veel naar het werk van Suetonius en Tacitus neigt.
Op het rechterpaneel staan Aeneas en Ascanius/Iulus die een offer brengen aan Iuno. Een voorstelling die "pius Aeneas" karakteriseert en met wie Augustus zich graag liet identificeren, volgens de mythe waarin zij de stamvaders van de Julii zijn.
Op hetzelfde terrein als de Ara Pacis staat het Mausoleum van Augustus en zijn geslacht, waarop hij zijn befaamde Res Gestae divi Augusti, bronzen lijsten van zijn belangrijkste daden in het belang van de stad en het Rijk, had laten plaatsen. Bij het mausoleum en de Ara Pacis liet Augustus een enorme zonnewijzer bouwen, het Horologium. Als gnomon diende een Egyptische obelisk waarvan de schaduw op in het plaveisel aangegeven markeringen de datum en tijd aangaf. Op 23 september, de geboortedag van Augustus, reikte de schaduw precies tot aan het midden van de Ara Pacis, wat symboliseerde dat de princeps altijd al als man van vrede was voorbestemd.
Al deze bouwwerken samen geven het beeld van een man die wist wat hij voor Rome betekende en daar trots op was. Hij stak deze trots, hoewel voorzien van redelijke subtiliteit, niet onder stoelen of banken. De Ara Pacis is wellicht representatief voor Augustus en zijn beleid zelf.

## Opgravingen
De eerste resten van de Ara Pacis zijn gevonden in 1568, toen enkele blokken met reliëf verschenen onder het Palazzo Peretti (nu Palazzo Almagià). In 1879 identificeerde Von Duhn het monument voor het eerst als de Ara Pacis. De eerste officiële opgravingen begonnen in 1903, waarbij altaardelen en andere reliëfs zijn ontdekt. De opgravingen werden pas in 1937-1938 beëindigd. Het altaar werd vervolgens in elkaar gezet (niet meer oost-west gericht, maar noord-zuid) in een glazen hal die vlak bij het mausoleum van Augustus en de Tiber werd gebouwd. Deze hal werd geopend in 1938 ten tijde van het fascistische regime van Mussolini, dat bijzonder gesteld was op Romeinse glorie en Augustus in het bijzonder.

## Modern museum
Door de Amerikaanse architect Richard Meier is een museum van glas, staal en travertijn ontworpen dat tevens de nieuwe behuizing vormt voor de Ara Pacis. Het museumgebouw is een van de weinige moderne gebouwen in het centrum van Rome, wat een van de redenen was dat Meiers ontwerp omstreden was. De opening was op 21 april 2006.